# Џемалудин Мушовић
Џемалудин Мушовић (Сарајево, 30. октобар 1944) бивши је југословенски и босанскохерцеговачки фудбалер. Након играчке каријере ради као фудбалски тренер.

## Биографија
Рођен је 30. октобра 1944. године у Сарајеву. Поникао је у млађим категоријама Сарајева. У Првој савезној лиги је дебитовао сезоне 1962/63, а за ФК Сарајево је играо до 1967. године. Потом је отишао у Сплит, где је у дресу Хајдука наступао до 1969, одиграо укупно 188 утакмица и постигао 69 голова, од чега је у првенству 86 меча и 14 погодака.
Из Сплита се вратио у матични клуб Сарајево и поново играо са успехом од 1969. до 1972, укупно у оба периода у десет првенствених сезона — 162 лигашке утакмице и 58 голова. Боје Сарајева бранио је укупно 291 пут.
Једно време је играо у Белгији за Стандард Лијеж (1972-1974), за који је у 58 мечева постигао 24 гола. Потом је играо у Француској за друголигашке екипе Шатору и Валансјен (1975-1978), где је и завршио играчку каријеру.
Уз једну утакмицу за омладинску (1962), два сусрета и два гола за младу (1965-1967) и једну утакмицу за „Б“ репрезентацију (1964), одиграо је и 10 утакмица за најбољу селекцију Југославије. Постигао је два гола за државни тим. Дебитовао је 19. септембра 1965. у сусрету против Луксембурга (резултат 5:2) у Луксембургу, последњу утакмицу за државни тим одиграо је 6. априла 1968. против Француске у Марсеју (резултат 1:1).
Био је тренер Рудара (Какањ), Леотара (Требиње), зеничког Челика и Сарајева. Једно време био је предавач у Вишој тренерској школи у Сарајеву. Помоћник селектора Југославије Ивице Осима на Светском првенству у Италији 1990, селектор репрезентације БиХ, од 1999. радио у Катару. Био је селектор репрезентације Катара.

## Голови за репрезентацију
Голови Мушовића у дресу Југославије.
| #  | Датум               | Место      | Противник       | Гол | Резултат | Такмичење                                |
| -- | ------------------- | ---------- | --------------- | --- | -------- | ---------------------------------------- |
| 1. | 19. септембар 1965. | Луксембург | Луксембург      | 4:1 | 5:3      | Квалификације за Светско првенство 1966. |
| 2. | 18. септембар 1966. | Београд    | Совјетски Савез | 1:2 | 1:2      | пријатељска утакмица                     |

## Трофеји

### Играч
- Хајдук Сплит
  - Куп Југославије: 1966/67.

### Тренер
- Ал-Араби
  - Првенство Катара: 1996/97.
  - Куп Катара: 1997.
- Катар СК
  - Првенство Катара: 2002/03.
  - Куп Катара: 2002, 2004.